# Mesontoplatys triangularis
Mesontoplatys triangularis är en skalbaggsart som beskrevs av Schmidt 1907. Mesontoplatys triangularis ingår i släktet Mesontoplatys och familjen Aphodiidae. Inga underarter finns listade i Catalogue of Life.